# Баярдо
Баярдо (итал. Bajardo) — коммуна в Италии, располагается в регионе Лигурия, в провинции Империя.
Население составляет 306 человек (2008 г.), плотность населения составляет 12 чел./км². Занимает площадь 25 км². Почтовый индекс — 18031. Телефонный код — 0184.
Покровителем коммуны почитается святитель Николай Мирликийский, празднование 6 декабря.

## Демография
Динамика населения:

## Администрация коммуны
- Официальный сайт: